# Stephan Kohler
Stephan Kohler (* 8. November 1952 in Augsburg; † 31. Oktober 2020 in Berlin) war ein deutscher Manager. Von 2006 bis 2014 war er Vorsitzender der Geschäftsführung der Deutschen Energie-Agentur.

## Leben
Kohler war zunächst Mitarbeiter des TÜV Bayern in der Abteilung für Kerntechnik und Strahlenschutz und bei MAN Neue Technologien in München. Danach war er Mitarbeiter der „Hochtemperatur Reaktorbau GmbH“ in Mannheim. Ab 1981 war er Mitarbeiter des Öko-Instituts Freiburg, 1983 übernahm er dort die Leitung des Fachbereiches Energie. Ab 1988 leitete er eine Zeitlang den Aufbau eines Umwelt-Informationsbüros in Moskau. 1991 wurde er Geschäftsführer der damals vom Land Niedersachsen gemeinsam mit der VEBA AG neu gegründeten Niedersächsischen Energie-Agentur. Im September 2000 wurde Kohler zunächst Geschäftsführer der Deutschen Energie-Agentur, ab Mai 2006 wurde er zum Vorsitzenden der Geschäftsführung der DENA ernannt. Ende 2014 schied Kohler aus der DENA aus, nachdem es vorher eine Auseinandersetzung um die Rechnungslegung und teilweise die Gehälter der DENA-Mitarbeiter gegeben hatte, die auch von einem Prüfbericht des Bundesrechnungshofes angestoßen worden war.

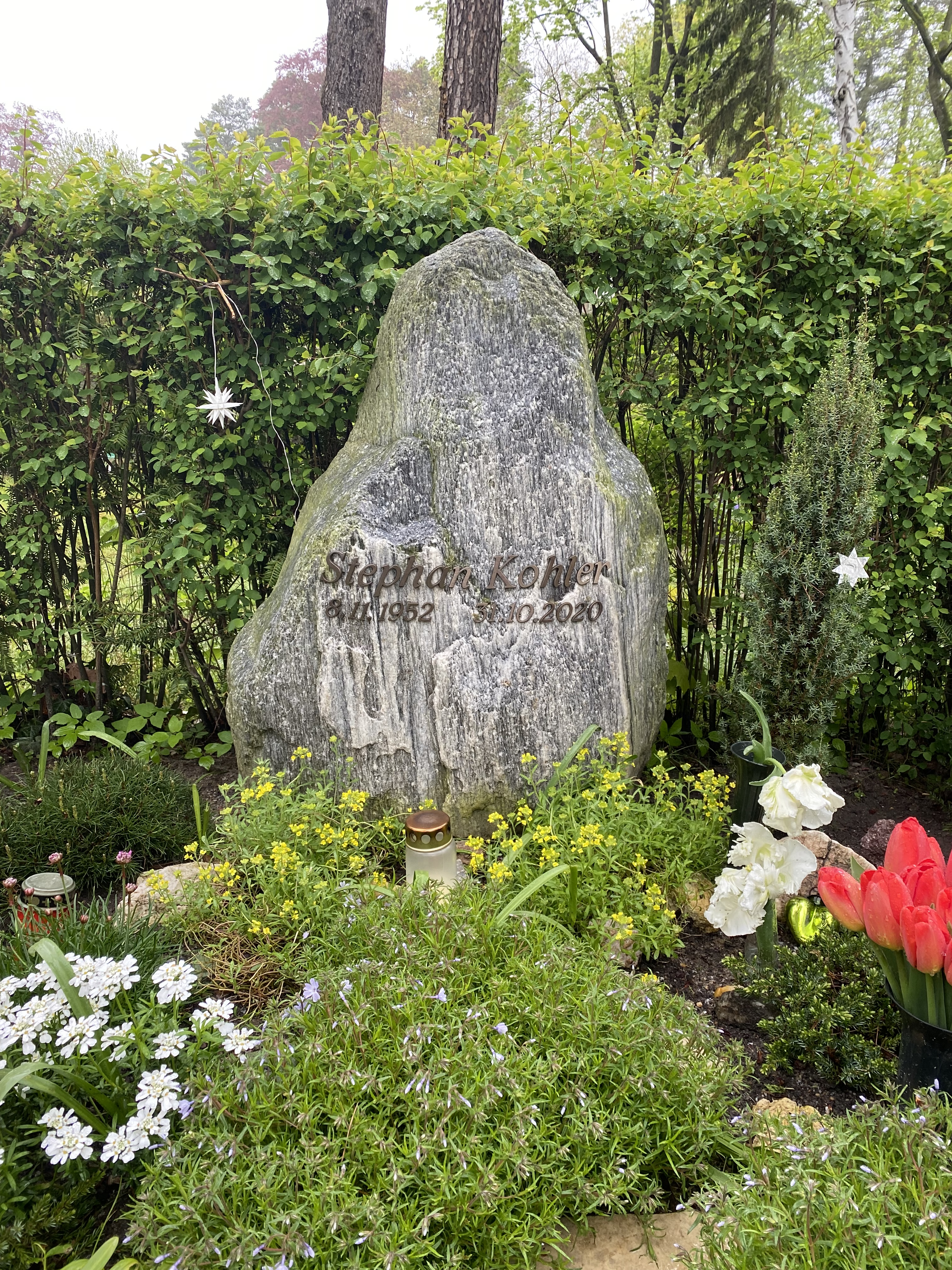
Grabstätte auf dem Evangelischen Kirchhof Nikolassee

Stephan Kohler verstarb 67-jährig in Berlin und wurde auf dem dortigen Evangelischen Kirchhof Nikolassee beigesetzt.

## Ämter in Verbänden
- 1982 bis 1984: Vorstandsmitglied im Bundesverband Bürgerinitiativen Umweltschutz (BBU)
- 1991 bis 1993: Vorstandsmitglied des Öko-Instituts Freiburg
- 1995 bis 1997 Mitglied im Beirat des BUND (Bund für Umwelt und Naturschutz Deutschland e.V.)
- Februar 2000 bis März 2001 Vorsitzender des Vereins der Energie-Agenturen Deutschlands (EAD e.V.)

## Veröffentlichungen (Auswahl)
- als Hrsg.: Neue Wege zum Klimaschutz : eine Veranstaltung der Deutschen Bundesstiftung Umwelt zur EXPO 2000. Deutsche Bundesstiftung Umwelt. Erich Schmidt-Verlag, Berlin 2000, ISBN 3-503-05859-1.
- mit Felix Christian Matthes und Heinz Martin: Neue Energiepolitik für Mecklenburg-Vorpommern. Friedrich-Ebert-Stiftung Landesbüro Mecklenburg-Vorpommern, Schwerin 1992.
- mit Uwe Fritsche und Dieter Viefhues: Das grüne Energiewendeszenario 2010: Endbericht für die Fraktion Die Grünen im Deutschen Bundestag. Darmstadt Öko-Institut, Freiburg Br. 1988, ISBN 3-923290-69-1.
- mit Jürgen Leuchtner und Klaus Müschen: Sonnenenergie-Wirtschaft: für eine konsequente Nutzung von Sonnenenergie; eine Publikation des Öko-Instituts (Freiburg/Br.). Fischer-Verlag, Frankfurt am Main 1987, ISBN 3-10-040403-2.